# David Gaul
 David Thomas Gaul  (ur. 7 lipca 1886 w Lafayette, zm. 6 sierpnia 1962 w Filadelfii) – amerykański pływak, uczestnik igrzysk olimpijskich w Saint Louis w 1904.

## Występy na igrzyskach olimpijskich
Gaul wystartował tylko raz na igrzyskach olimpijskich w 1904. Wziął udział w zawodach pływackich. Wystartował łącznie 4 razy w dwóch konkurencjach. 5 września wystartował w wyścigu na 100 jardów stylem dowolnym. W dwóch półfinałach brało udział 6 pływaków, po trzech. Każdy awansował do finału. Gaul popłynął w drugim, zajmując drugie miejsce. W finale zajął 4. miejsce.
6 września wystartował w wyścigu na 50 jardów stylem dowolnym. Popłynął w drugim półfinale i zajął trzecie ostatnie miejsce. Awansował do finału, gdyż łącznie w tej konkurencji startowało 6 pływaków i wszyscy z półfinałów awansowali dalej. W finale Gaul popłynął lepiej zajmując 4. miejsce.